# William E. Purcell
William E. Purcell (Flemington, 1856. augusztus 3. – Wahpeton, 1928. november 23.) az Amerikai Egyesült Államok szenátora (Észak-Dakota, 1910–1911).